# National Stock Exchange of India
Il National Stock Exchange of India (abbreviato in NSE) è la borsa valori indiana. È stata fondata nel 1992 e ha sede a Mumbai, per il numero e il valore di transazioni che vi vengono effettuate è la prima borsa indiana e la terza in Asia, per quanto riguarda invece la capitalizzazione di mercato è al secondo posto tra le borse asiatiche.